# Tortoniense
| Era Eratema | Período Sistema | Época Serie | Subépoca Subserie   | Edad Piso                   | Inicio, en millones de años |
| ----------- | --------------- | ----------- | ------------------- | --------------------------- | --------------------------- |
| Cenozoico   | Cuaternario     | Cuaternario | Cuaternario         | Cuaternario                 | 2,58                        |
| Cenozoico   | Neógeno         | Plioceno    | Tardío / Superior   | Piacenziense Piacenziano    | 3,60                        |
| Cenozoico   | Neógeno         | Plioceno    | Temprano / Inferior | Zancliense Zancliano        | 5,33                        |
| Cenozoico   | Neógeno         | Mioceno     | Tardío / Superior   | Messiniense Mesiniano       | 7,25                        |
| Cenozoico   | Neógeno         | Mioceno     | Tardío / Superior   | Tortoniense Tortoniano      | 11,62                       |
| Cenozoico   | Neógeno         | Mioceno     | Medio               | Serravalliense Serravaliano | 13,82                       |
| Cenozoico   | Neógeno         | Mioceno     | Medio               | Langhiense Langhiano        | 15,98                       |
| Cenozoico   | Neógeno         | Mioceno     | Temprano / Inferior | Burdigaliense Burdigaliano  | 20,45                       |
| Cenozoico   | Neógeno         | Mioceno     | Temprano / Inferior | Aquitaniense Aquitaniano    | 23,04                       |
| Cenozoico   | Paleógeno       | Paleógeno   | Paleógeno           | Paleógeno                   | 66,00                       |

El Tortoniense o Tortoniano es el quinto piso y edad del Mioceno en la escala temporal geológica. Sucede al Serravalliense y precede al Messiniense. Se inició hace unos 11,62 millones de años y terminó hace unos 7,25 millones de años. Junto al Messiniense forma la subserie Mioceno Superior (subépoca Mioceno Tardío).
El término fue acuñado por el estratígrafo y paleontólogo suizo Karl Mayer-Eymar en 1858 y su nombre se debe a la localidad de Tortona (Italia).
Una característica esencial de este tiempo fue la aparición de pastos similares a la sabana en ambas Américas, por el enfriamiento global y la progresiva aridez del clima. En el Asia oriental surgió una vegetación templada, aunque ni en África, ni en Australia ni en Eurasia occidental apareció extensión alguna de auténticas praderas. Los elefántidos ya se habían desarrollado, e incluso viajado desde África hasta Eurasia. Procedente de Norteamérica, Hipparion alcanzó África a través de Asia. Las dos Américas estaban ya lo bastante próximas como para que los primeros «exploradores» se desplazaran entre ellas sobre restos de vegetación flotante. 

## Sección estratotipo y punto de límite global (GSSP)
La sección estratotipo y punto de límite global (GSSP) para la base del Tortoniense se encuentra en la playa del Monte de los Cuervos (Ancona, Italia). Se caracteriza por las últimas apariciones del nanofósil calcáreo Discoaster kugleri y del foraminífero planctónico Globigerinoides subquadratus y está asociado con el subcrón de polaridad normal C5r.2n. El piso y el estratotipo de la base fueron aceptados por la Comisión Internacional de Estratigrafía en primavera de 2003 y ratificados por la Unión Internacional de Ciencias Geológicas al final del mismo año.
El techo del Tortoniense se corresponde con el GSSP del Messiniense, caracterizado por la aparición regular del foraminífero planctónico Globorotalia miotumida y la primera aparición del nanofósil calcáreo Amaurolithus delicatus.